# Хайнрих IX фон Любен
Хайнрих IX фон Любен (на немски: Heinrich IX. von Lüben; Heinrich IX. von Lüben; Heinrich IX, Hercog von Haynau, Luben, Ohlau; * 1369; † между 9 януари 1419 и 10 юли 1420) е херцог на Лигниц и от 1399 до 1419/1420 г. херцог на Хайнау/Хойнув, Любен (в Лигниц) и Олау/Олава в Полша. Той е от рода на Силезийските Пясти.

## Живот
Син е на херцог Хайнрих VIII (VII) от Силезия-Любен-Бриг/Бжег (1344 – 1399) и първата му съпруга Хелена фон Орламюнде († 1369), дъщеря на граф Ото VIII (VII) фон Ваймар-Орламюнде († 1335) и Хелена фон Нюрнберг-Цолерн († 1378). Внук е на херцог Лудвиг I фон Лигниг († 1398) и Агнес фон Глогау († 1362). Баща му Хайнрих VIII (VII) се жени втори път през юли 1379 г. за Маргарета фон Мазовия (1358 -1388/1396). Той е полубрат на херцог Лудвиг II фон Лигниц (1384 – 1436) и Маргарета фон Бриг (1380/1384 - 1408).
След смъртта на баща му през 1399 г. Хайнрих и по-малкият му полубрат Лудвиг II разделят наследената собственост. Хайнрих получава Любен, Олау, Нимпч/Немча и половин Хайнау, а Лудвиг получава Бриг с Кройцбург и Конщат. Брат му Лудвиг II няма мъжки наследник и от 1436 до 1469 г. следват наследствени конфликти.

## Фамилия
Хайнрих IX фон Любен се жени пр. 29 септември 1396 г. за Анна фон Тешен/Тешин († сл. 8 юли 1403) от род Пясти, дъщеря на херцог Премислав I († 1410) и Елзбиета/Елизабет фон Битом и Козилск († сл. 1373). Те имат децата:
- Рупрехт II (* 1396/1402; † 24 август 1431), херцог на Любен, рицар на „Малтийския орден“ в Полша, Бохемия и Моравия 1422 г., неженен
- Венцел III (* 1400; † февруари/28 май 1423), херцог на Олау/Олава
- Катарина фон Силезия (* ок. 1400; † ок. 11 юни 1424), омъжена на 1 август 1423 г. за граф Албрехт VIII фон Линдов-Рупин (III) (* 1406; † юни 1460)
- Анна (* пр. 1403; † сл. 13 септември 1420)
- Хедвиг (* пр. 1404; † сл. 4 февруари 1432), от 1416 г. канонеса в Требнитц/Тшебница
- Лудвиг III (* пр. 1405; † пр. 18 юни 1441), херцог на Любен и Олау, женен пр. 15 октомври 1426 г. за Маргарета фон Опелн/Ополе (* 1412/1414; † сл. 15 януари 1454), дъщеря на херцог Болко IV († 1437); имат двама сина